# Montceau-les-Mines
Montceau-les-Mines [mɔ̃so le min] ist eine französische Stadt mit 16.946 Einwohnern (Stand 1. Januar 2022) im Département Saône-et-Loire in der Region Bourgogne-Franche-Comté. 

## Lage
Die Gemeinde liegt im Steinkohlerevier Blanzy, am Fluss Bourbince sowie am parallel dazu verlaufenden Schifffahrtskanal Canal du Centre.

## Geschichte

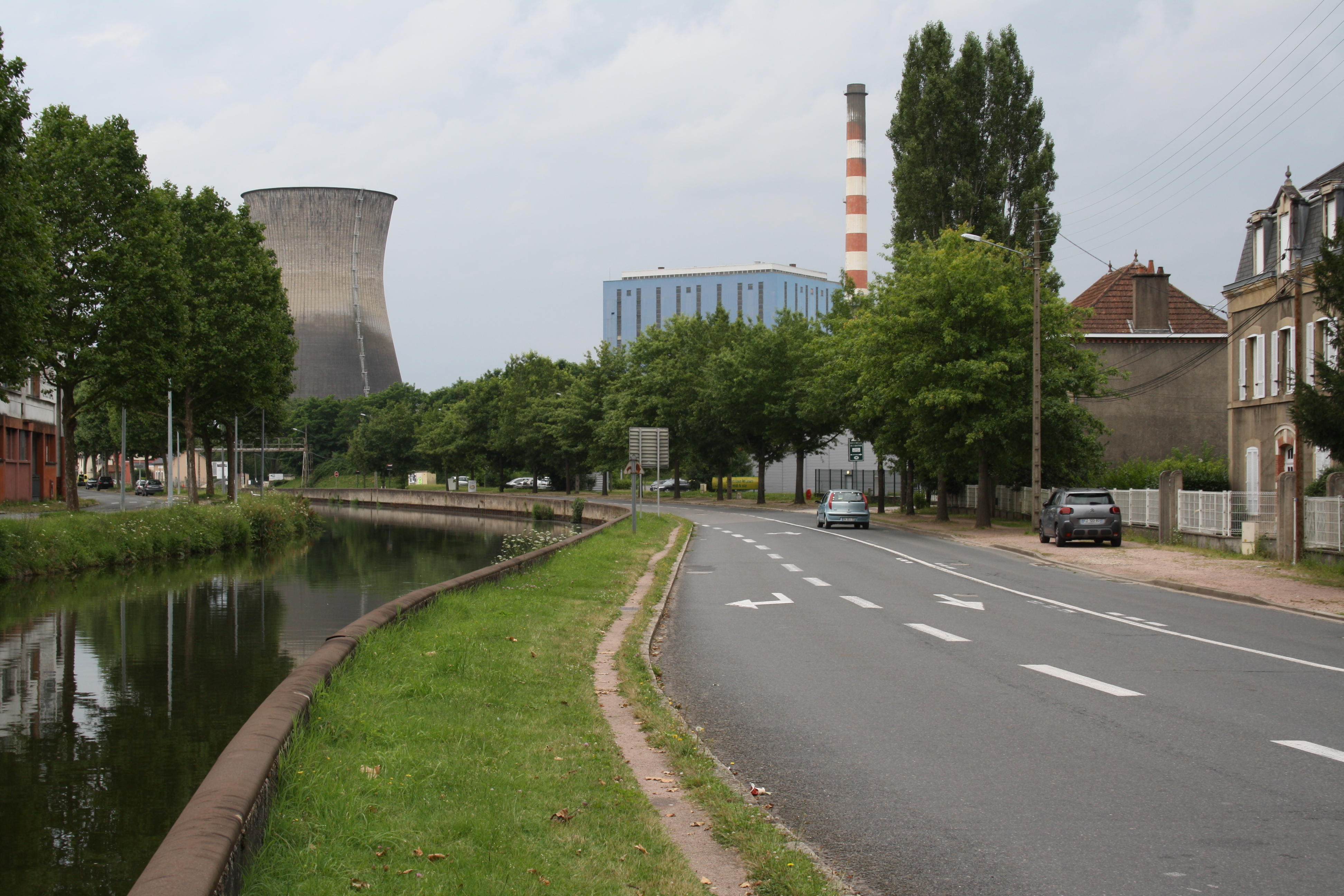
Canal du Centre, Departementstraße D 974 und Kohlekraftwerk

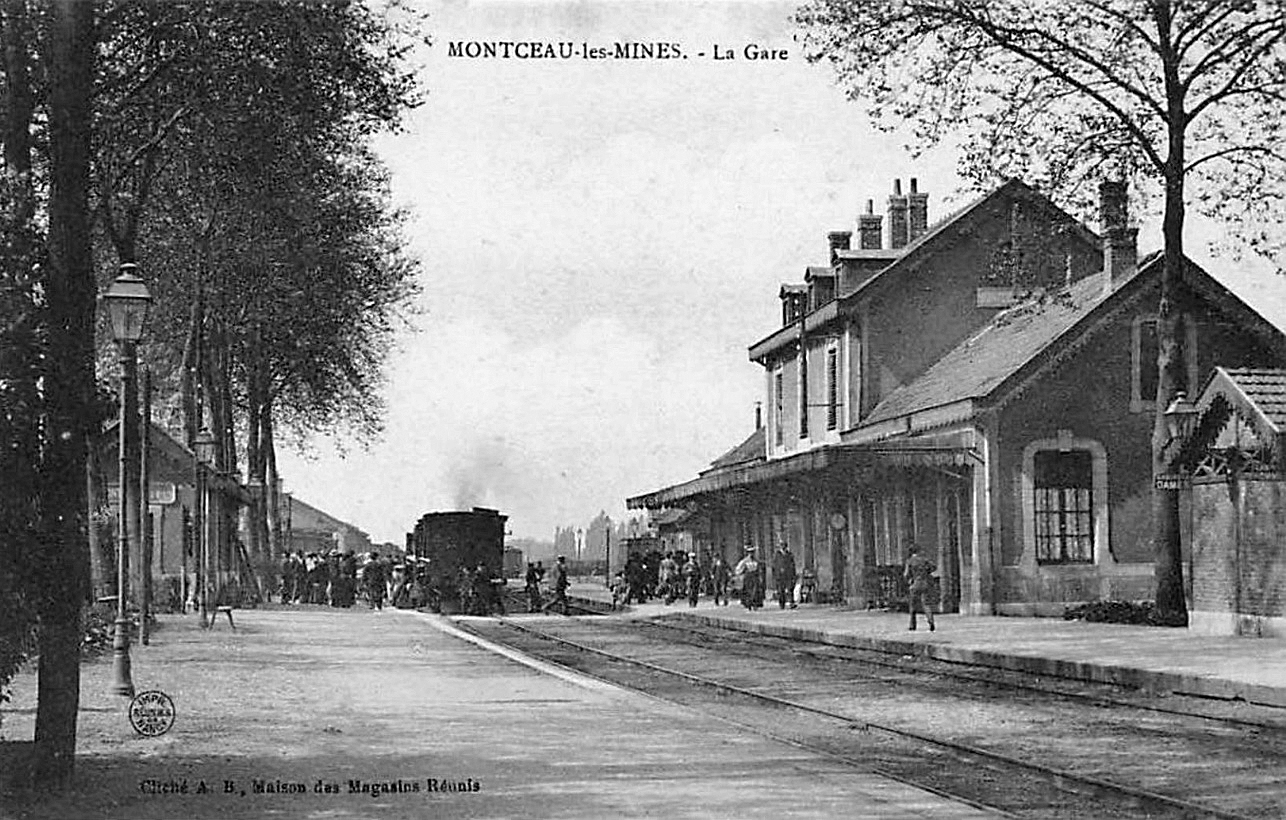
Bahnhof Montceau-les-Mines um 1900

Die 1266 erstmals erwähnte Stadt liegt in einem Gebiet, in dem seit dem frühen 19. Jahrhundert Steinkohleabbau betrieben wurde, zunächst in Blanzy und einigen anderen Nachbarkommunen sowie ab 1820 im Gemeindegebiet Montceaus selbst. 1884 waren rund 6500 Menschen, nahezu jeder vierte Einwohner, im Bergbau tätig. In den 1880er Jahren spaltete sich aus der Gewerkschaftsbewegung eine anarcho-syndikalistische Gruppe, die „Bande noire“ („Schwarze Bande“), ab und verübte in Montceau mehrere Attentate auf kirchliche und großbürgerliche Personen und Einrichtungen.
In den 1920er Jahren erlebte der Ort eine Zuwanderung von Juden, die aufgrund des in Polen herrschenden Antisemitismus ihr Land verlassen hatten. 1936 zählte Montceau 26.902 Einwohner, davon waren 1939 8300 Bergarbeiter.
Im Zweiten Weltkrieg wurde der Ort von Soldaten der deutschen Wehrmacht eingenommen. Nach der Teilung des Landes in ein deutsches Besatzungsgebiet und eine unbesetzte Zone lag Montceau nahe an der Demarkationslinie im ersteren. Am 11. Juli 1942 ordnete der Regionalpräfekt des Burgund die Festnahme aller ausländischen Juden über 16 Jahre an. Aus Montceau wurden daraufhin 35 Menschen, darunter ein Baby, in das Durchgangslager Pithiviers gebracht. Die meisten von ihnen verließen es drei später mit dem Ziel Vernichtungslager Auschwitz. Am 9. Oktober 1942 wurden 17 weitere Juden in das Lager Le Creusot gebracht, von denen die meisten am 6. November ebenfalls nach Auschwitz deportiert wurden. Die Gestapo stellte daraufhin fest, dass auch die nicht betroffenen Juden die Stadt verlassen hatten.
Im Oktober 1943 organisierten die Bergarbeiter von Montceau-les-Mines einen Streik, der sich gegen die deutsche Besatzungsmacht richtete. Auch nach der Befreiung waren sie immer wieder an Streikaktionen beteiligt, die sich nicht nur auf die Verbesserung der Arbeitsbedingungen in den Minen zielte, sondern auf weitergehende gesellschaftliche Veränderungen.
1992 stellte der letzte Untertagebau den Betrieb ein, 2002 schloss auch der letzte Tagebau seine Pforten.

Kohlebergbau in Montceau-les-Mines
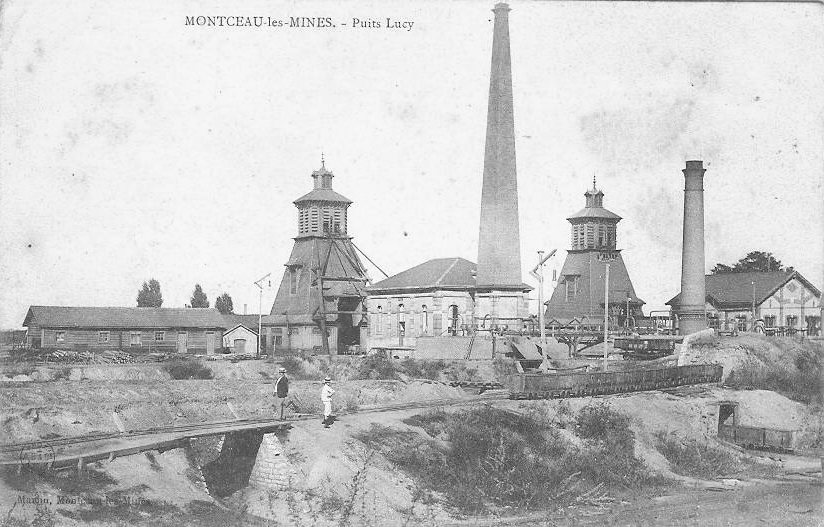
Schacht Lucy im frühen 20. Jahrhundert
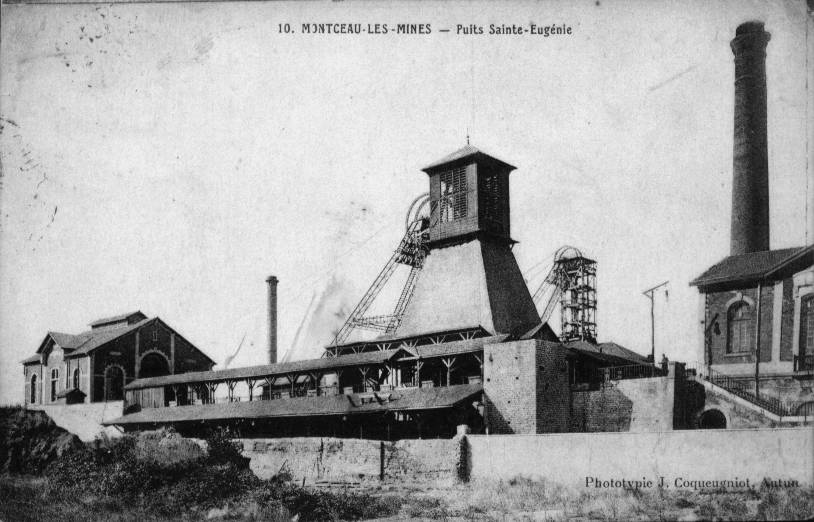
Schacht Sainte-Eugénie
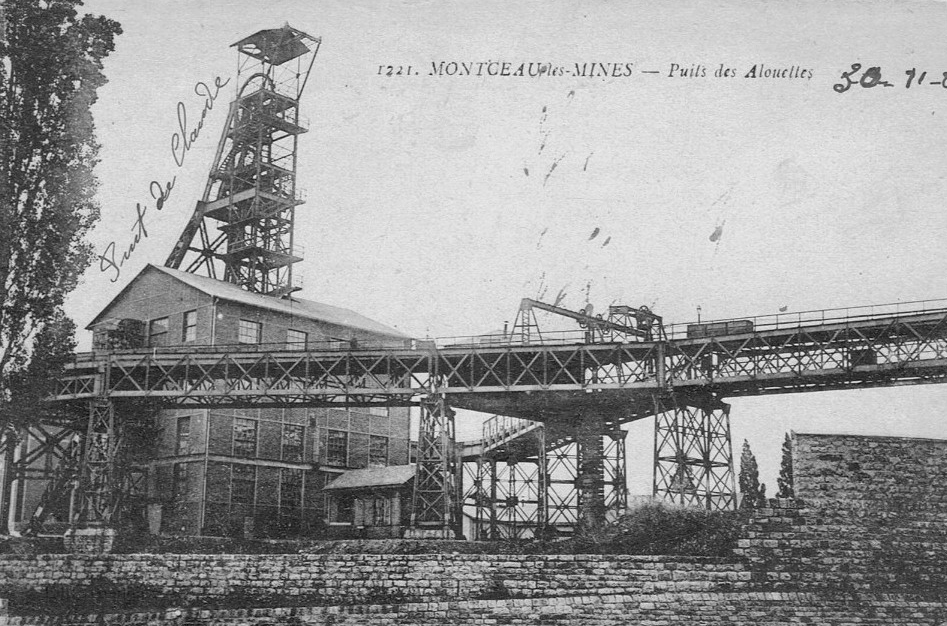
Schacht Des Alouettes um 1920
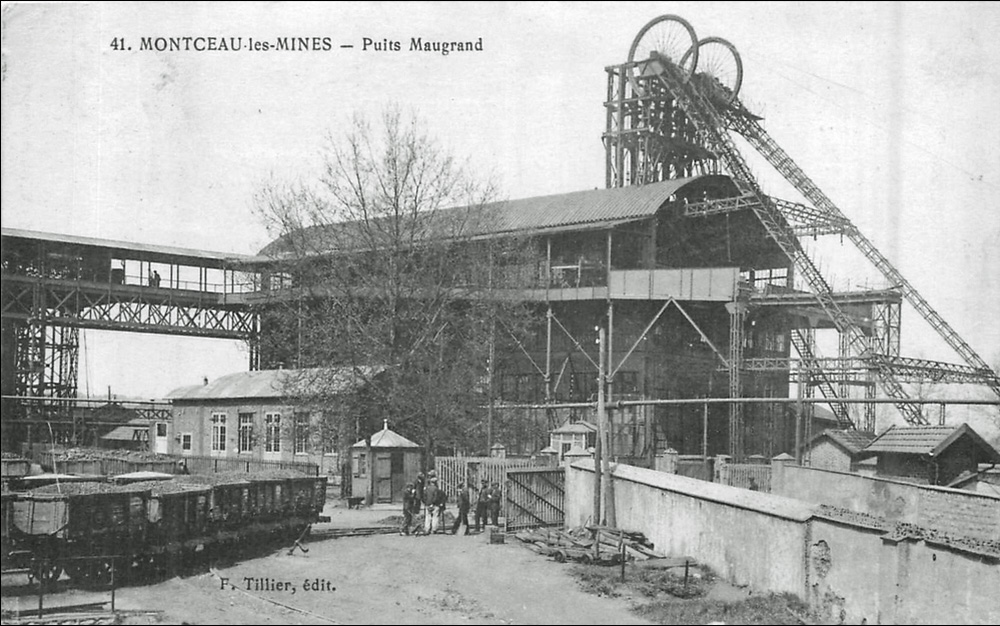
Schacht Maugrand im frühen 20. Jahrhundert

Sehenswürdigkeiten
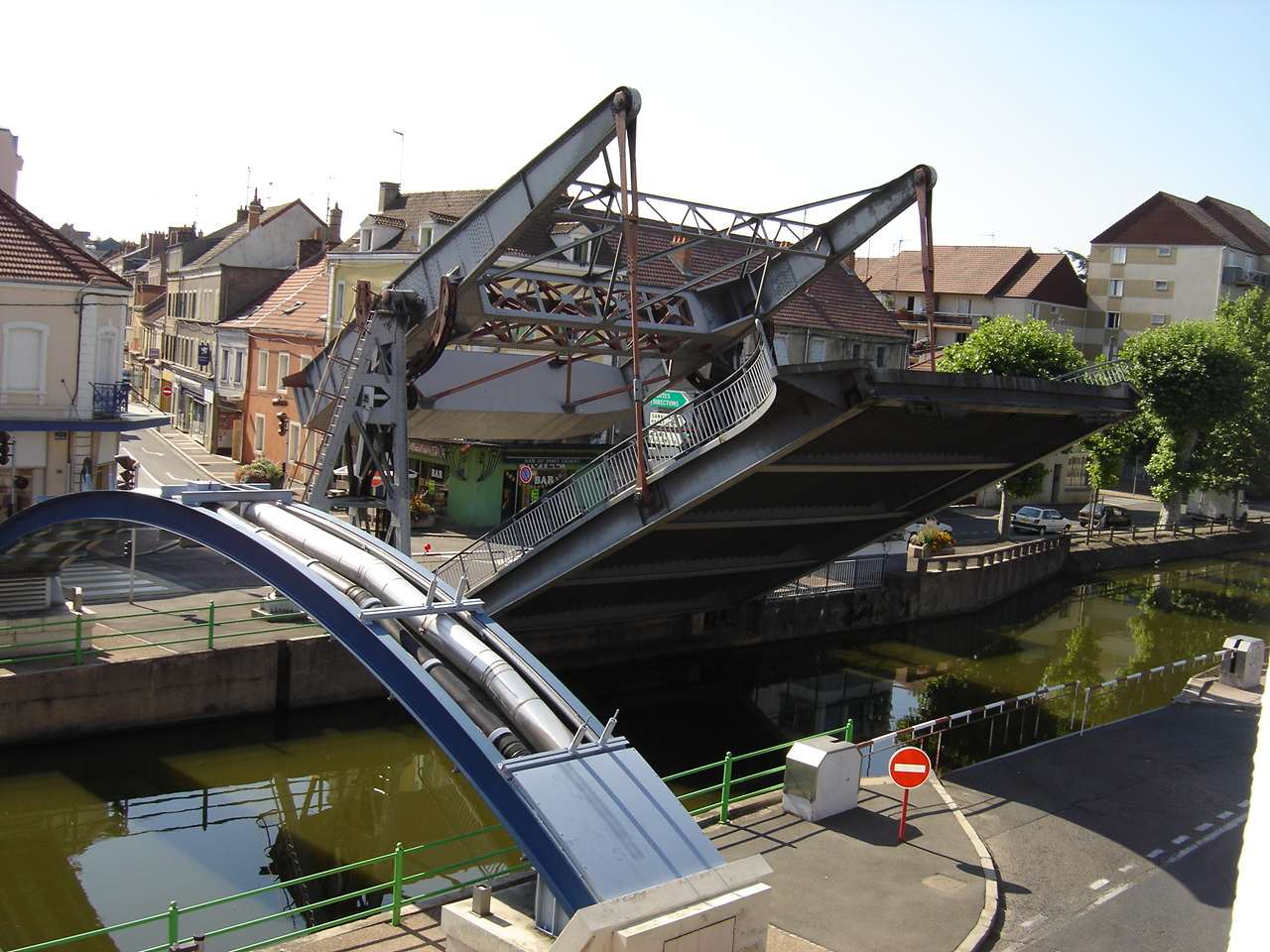
Klappbrücke über den Canal du Centre
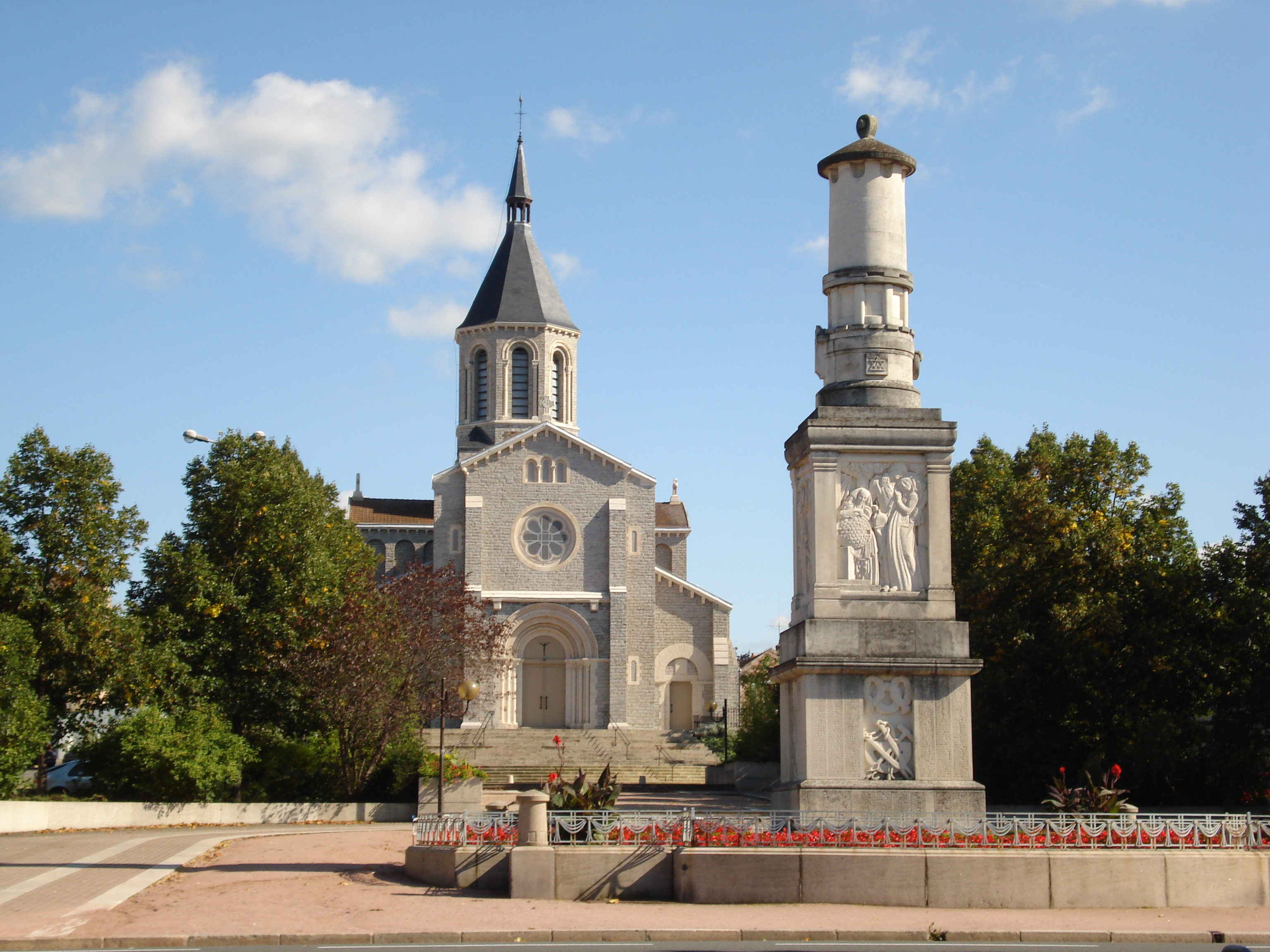
Kirche Notre-Dame und Gefallenendenkmal
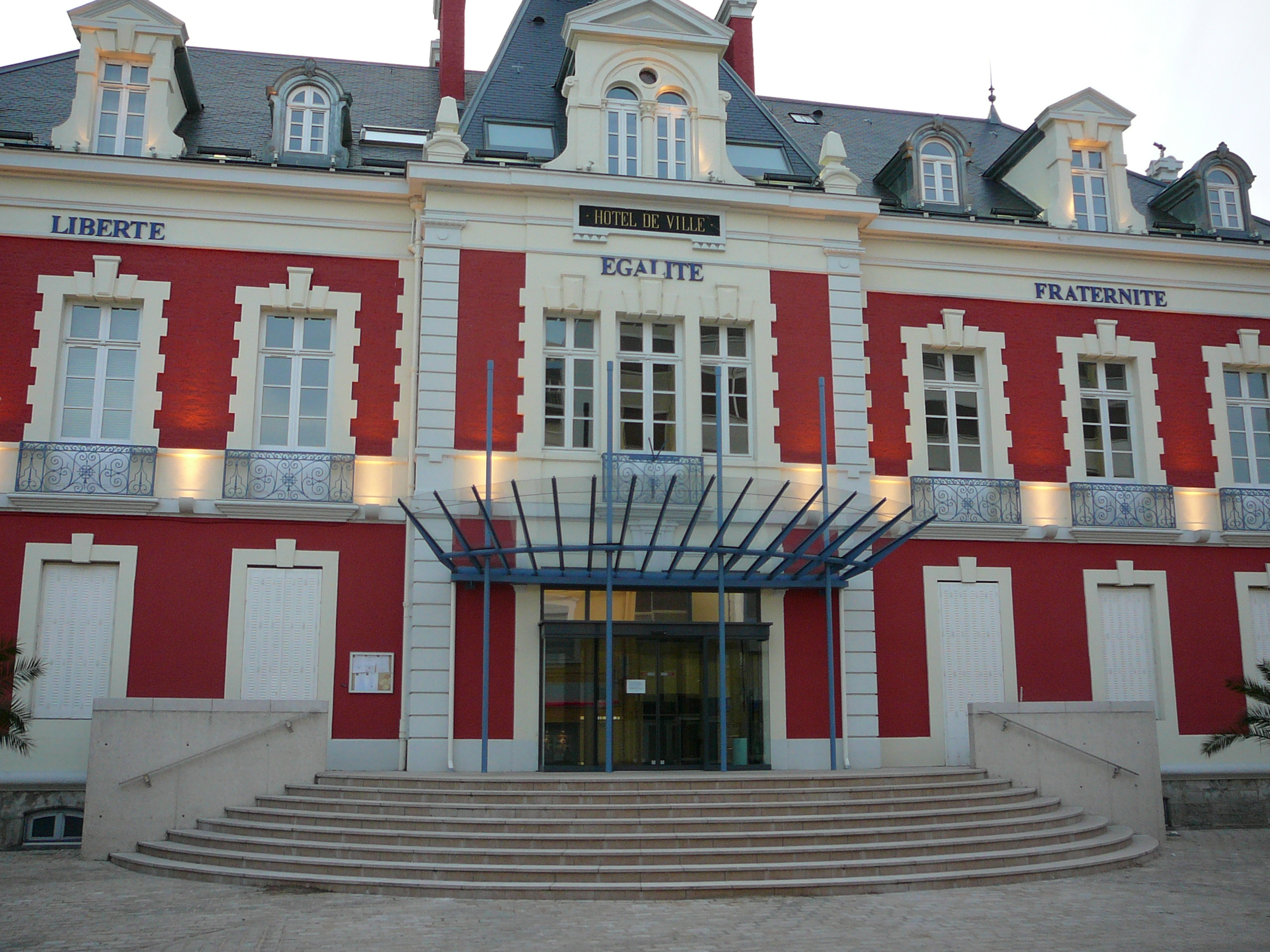
Hôtel de Ville (Rathaus)
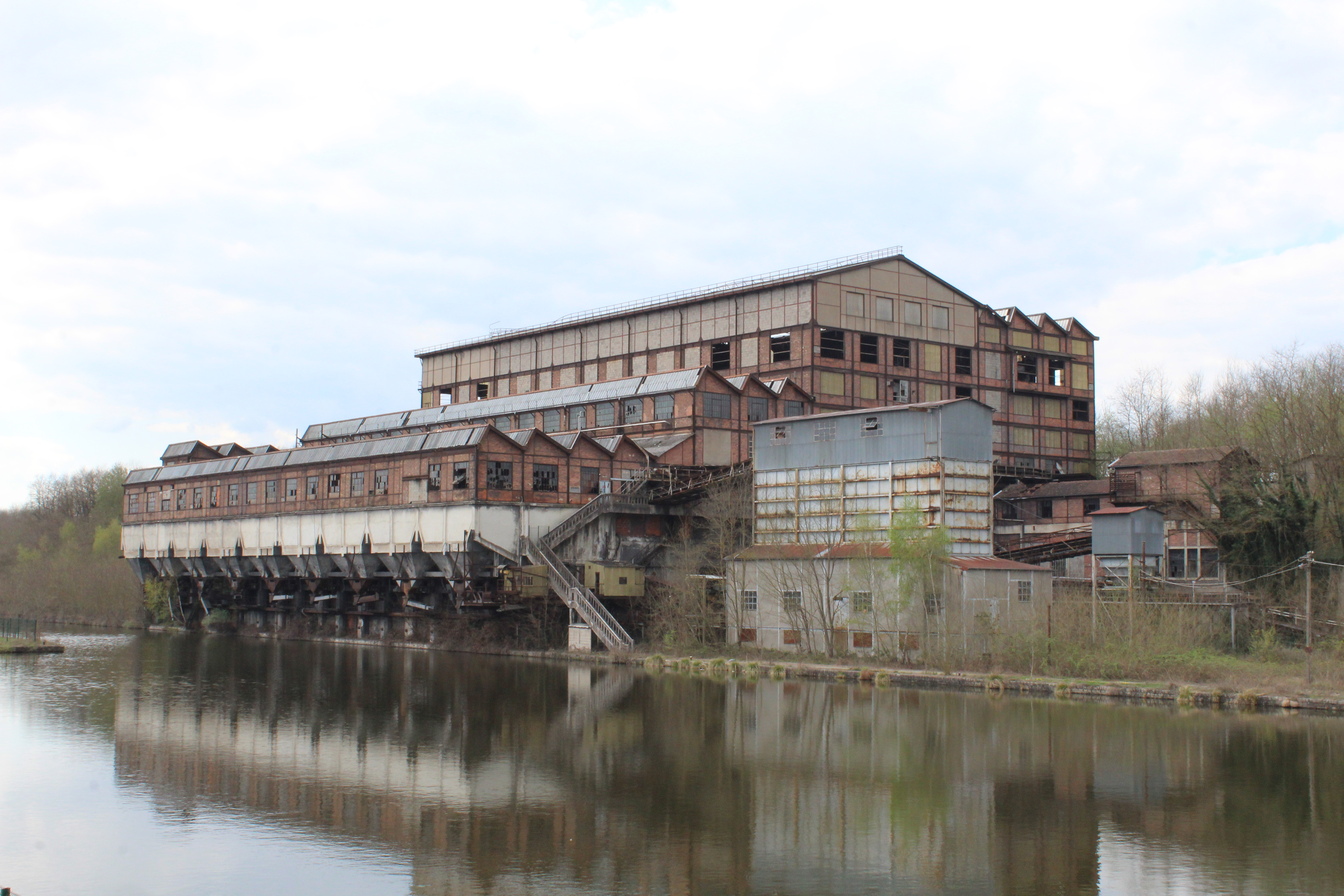
Kohlenwaschanlage

## Verkehr

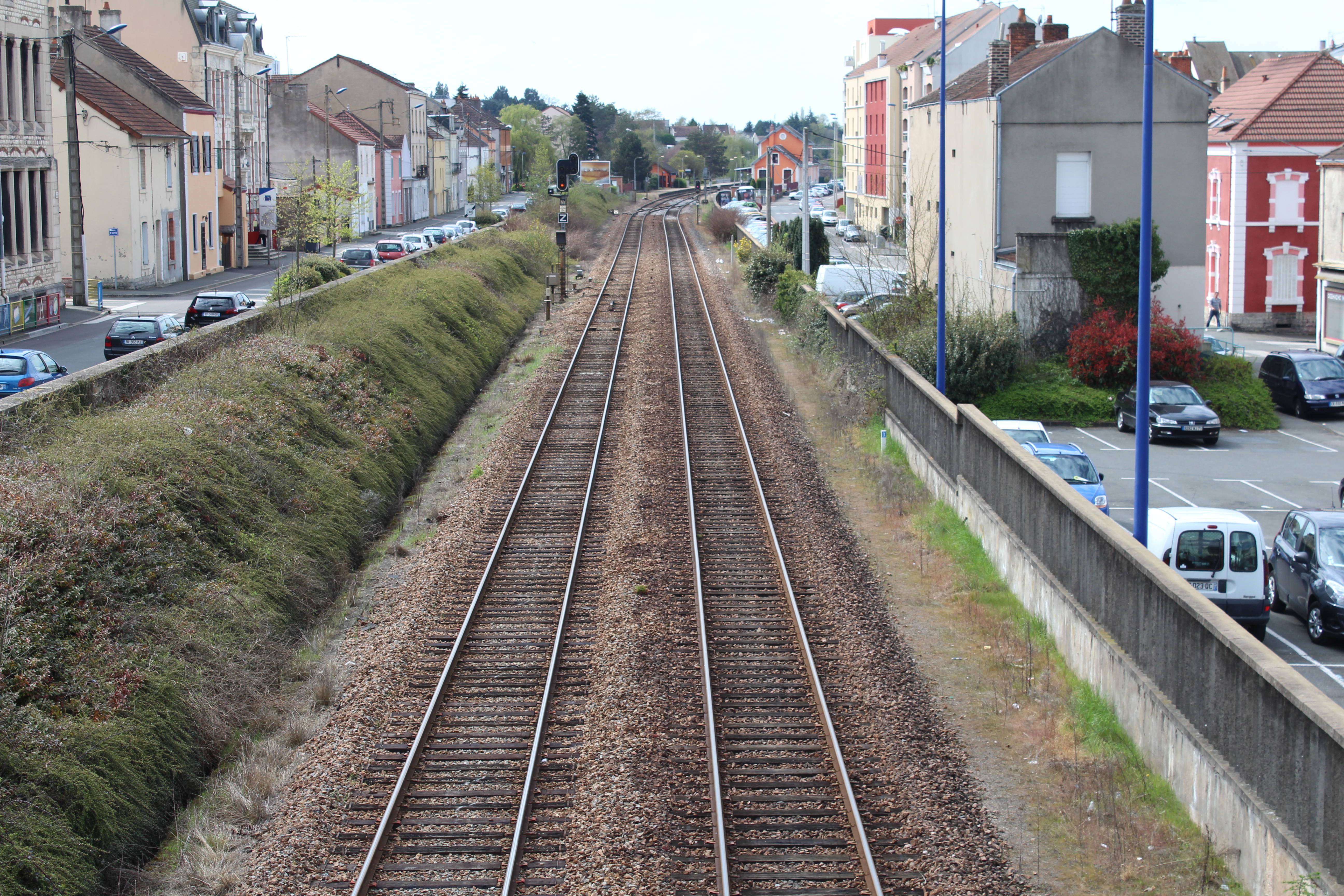
Bahnstrecke Le Coteau–Montchanin, im Hintergrund der Bahnhof Montceau-les-Mines

Montceau-les-Mines liegt an der Bahnstrecke Le Coteau–Montchanin, die zwischen Montchanin und Montceau-les-Mines 1861 von der Compagnie des chemins de fer de Paris à Lyon et à la Méditerranée (PLM) eröffnet wurde. Im Jahr 1867 wurde sie über den Ort hinaus bis Paray-le-Monial verlängert. Aktuell wird der Bahnhof von Regionalzügen des TER Bourgogne-Franche-Comté bedient.
Die autobahnähnlich ausgebaute Nationalstraße N 70 verläuft im Nordwesten der Gemeinde. Deren ursprünglicher Verlauf durch den Ort wurde zur Departementstraße D 974 abgestuft.

## Sport
2007 stand die Stadt durch ihren Fußballverein FC Montceau Bourgogne landesweit in der Presse. Der Viertligist hatte im Pokal die beiden Erstligisten Girondins Bordeaux und RC Lens besiegt und schied erst im Halbfinale gegen den FC Sochaux aus.

## Söhne und Töchter der Gemeinde
- André Frénaud (1907–1993), Schriftsteller
- Jacqueline Gruner (1907–1945), Jugendbuchautorin, Journalistin und Widerstandskämpferin in der Résistance, NS-Opfer
- Lise London, geborene Ricol (1916–2012), Kommunistin und Mitglied der Résistance
- Julien Stopyra (1933–2015), Fußballspieler
- Guy Bagnard (* 1937), römisch-katholischer Geistlicher, Bischof von Belley-Ars

## Partnergemeinden
- Montceau-les-Mines ist Partnerstadt von Geislingen an der Steige (Baden-Württemberg)